# Paul Iby

Paul Iby (Raiding, Áustria, 23 de enero, 1935) é um bispo-emérito austríaco de Eisenstadt.

## Opiniões
“Se a obrigação do celibato fosse revogada, seria um alívio para os sacerdotes”, disse o bispo Iby numa entrevista ao jornal Die Presse. Mas, segundo ele, “Roma é demasiadamente temerosa, e assim não poderemos ir adiante”.
O bispo disse também que pessoalmente é totalmente a favor da ordenação de homens casados, deixando a cada um a opção “de viver livremente o celibato ou em família”.
Quanto à possibilidade de ordenar mulheres sacerdotes, o bispo austríaco disse que, no momento, isto não está em discussão “dentro da nossa Igreja”, mas, acrescentou, “a médio prazo será necessário refletir a respeito”.